# Jordi Cañas Pérez
Jordi Cañas Pérez (Barcelona, 12 de desembre de 1969) és un polític espanyol fill d'immigrants andalusos que anaren a viure a Catalunya i exdiputat al Parlament Europeu.

## Trajectòria
Fou escollit com un dels tres diputats que va treure Ciutadans al Parlament de Catalunya a les eleccions al Parlament de Catalunya de 2010.

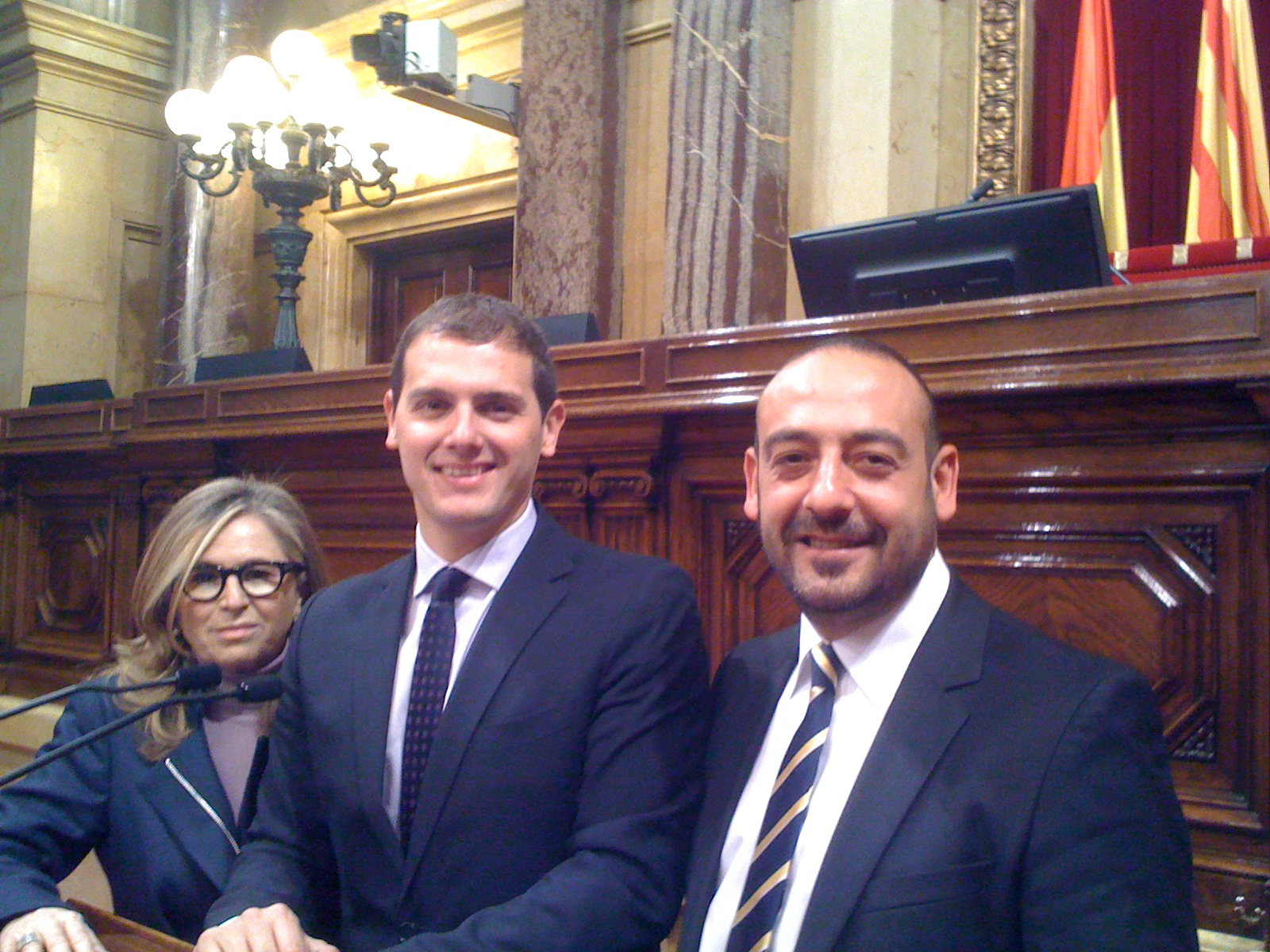
Jordi Cañas (dreta) al costat d'Albert Rivera i Carmen de Rivera al Parlament de Catalunya.

El 21 de desembre de 2012 va exclamar al Parlament de Catalunya "¡Qué lástima!" ("Quina llàstima!") quan el portaveu de la CUP, David Fernàndez, recordava en el seu discurs que la cultura catalana havia sobreviscut a Franco i Espartero. Cañas va aclarir que es referia a la consideració de l'estat franquista com a estat de dret i que els seus avantpassats eren republicans.
El gener de 2014 es fa públic que el Tribunal Superior de Justícia de Catalunya (TSJC) investigava Cañas per estar presumptament implicat en un frau de 429.203 euros el 2005. Cañas va dimitir com a portaveu parlamentari, i un cop imputat, com a diputat del Parlament.
El 2015 es va oposar al gir liberal de Cs cap a la dreta emprès en la IV Assemblea del partit.
Al febrer de 2018 el TSJC va absoldre Cañas del delicte de frau fiscal que se li imputava.